# Farolim da Catedral de Bissau
O Farolim da Catedral de Bissau, é um farol guineense localizado na entrada do rio Geba, na cidade de Bissau, sector autónomo de mesmo nome, capital da Guiné-Bissau.
Lanterna instalada na torre Norte da Catedral, sendo o enfiamento posterior da entrada das docas de Bissau, a cerca 320 m do enfiamento anterior.

## Características
Luz verde Fixa de Relâmpagos (fl. 2s, ec. 7s)

## Informações
- Operacional: Ajuda activa à navegação
- Acesso: Catedral de Bissau
- Aberto ao público: local aberto, igreja aberta
- Outras designações: Farolim Posterior do Enfiamento da Entrada do Porto de Bissau
- Nº Internacional: D-3060.1;
- Nº NGA: 24544[2]